# Alléla
Alléla (auch: Allélo) ist eine Landgemeinde im Departement Birni-N’Konni in Niger.

## Geographie

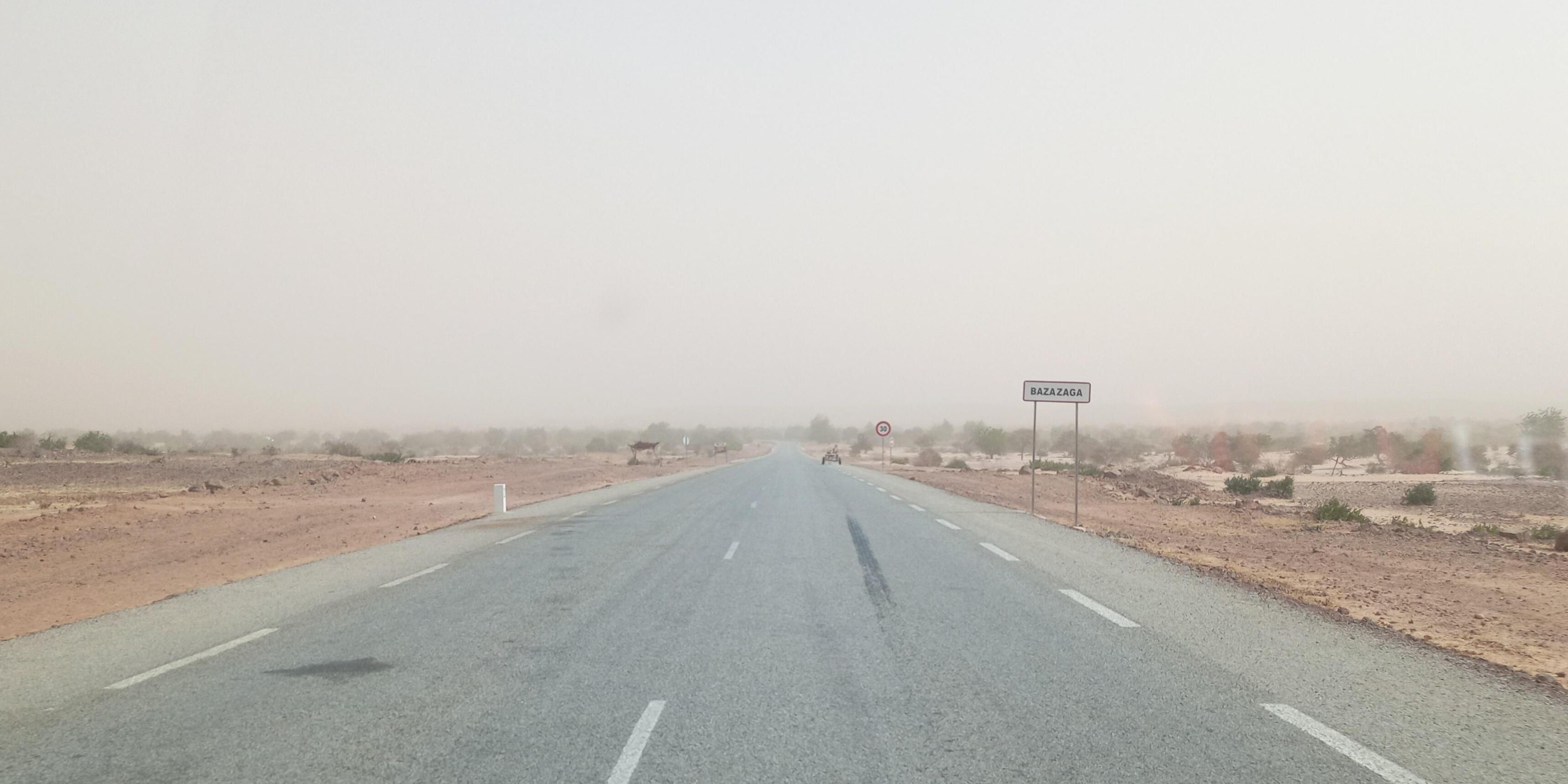
Eine Straße beim Dorf Bazazaga in der Gemeinde Alléla (2024)

Alléla liegt am Übergang der Großlandschaft Sudan zur Sahelzone und grenzt im Südwesten an der Nachbarstaat Nigeria. Die Nachbargemeinden in Niger sind Dan-Kassari und Dogonkiria im Westen, Bagaroua, Illéla und Tajaé im Norden, Malbaza und Tsernaoua im Osten sowie Bazaga im Südosten. Bei den Siedlungen im Gemeindegebiet handelt es sich um 28 Dörfer, 46 Weiler und ein Lager. Der Hauptort der Landgemeinde ist das Dorf Alléla.

## Geschichte
Die Landgemeinde Alléla ging als Verwaltungseinheit 2002 im Zuge einer landesweiten Verwaltungsreform aus dem westlichen Teil des Kantons Birni-N’Konni hervor.

## Bevölkerung
Bei der Volkszählung 2012 hatte die Landgemeinde 52.196 Einwohner, die in 7315 Haushalten lebten. Bei der Volkszählung 2001 betrug die Einwohnerzahl 32.031 in 5162 Haushalten.
Im Hauptort lebten bei der Volkszählung 2012 4325 Einwohner in 651 Haushalten, bei der Volkszählung 2001 3590 in 578 Haushalten und bei der Volkszählung 1988 2511 in 413 Haushalten.

## Politik
Der Gemeinderat (conseil municipal) hat 16 gewählte Mitglieder. Mit den Kommunalwahlen 2020 sind die Sitze im Gemeinderat wie folgt verteilt: 10 PNDS-Tarayya, 2 MNSD-Nassara, 1 ARD-Adaltchi Mutunchi, 1 MODEN-FA Lumana Africa, 1 MPR-Jamhuriya und 1 PJP-Génération Doubara.
Jeweils ein traditioneller Ortsvorsteher (chef traditionnel) steht an der Spitze von 24 Dörfern in der Gemeinde, darunter dem Hauptort.

## Wirtschaft und Infrastruktur
Die Gemeinde liegt großteils in einer Zone, in der Bewässerungsfeldwirtschaft betrieben wird. Im Norden geht sie in jenes Gebiet über, in dem der Regenfeldbau die vorherrschende Erwerbsform ist. Der See Mare de Tafouka wird zum Fischen genutzt.
Gesundheitszentren des Typs Centre de Santé Intégré (CSI) sind im Hauptort sowie in den Siedlungen Goumbi N’Kano, Maggia Zanga, Tafouka und Yaya vorhanden. Der CEG Alléla ist eine allgemein bildende Schule der Sekundarstufe des Typs Collège d’Enseignement Général (CEG). Beim Centre de Formation aux Métiers d’Alléla (CFM Alléla) handelt es sich um ein Berufsausbildungszentrum.
Durch den Süden der Gemeinde, unter anderem durch die Dörfer Mountséka und Yaya, verläuft die Nationalstraße 1, die längste Fernstraße Nigers.